# Блейгам
Блейгам (нід. Blijham, нід. вимова: [blɛiˈɦɑm]) — село в нідерландській провінції Гронінген. Входить до муніципалітету Вестерволде. Його населення станом на 2017 рік складало 2240 осіб.